# Teofilo (monaco)
Teofilo (fl. XII secolo) è stato un monaco cristiano tedesco, vissuto probabilmente nel XII secolo nell'area renana. Fu l'autore del trattato De diversis artibus o Diversarum artium Schedula, un ricettario che rappresenta una sorta di enciclopedia del sapere tecnico del medioevo nel campo dell'arte e dell'artigianato, presentato per la prima volta in termini di chiarezza e divulgazione.
Per qualcuno la sua figura coinciderebbe con quella di Ruggero di Helmarshausen, anche se tale identificazione rimane controversa.

## Biografia
Di lui si ignorano le vicende biografiche anche se alcuni commentatori pensano possa trattarsi di Roger di Helmarshausen, artigiano orafo benedettino di qualche rilevanza.
Nei manoscritti dell'opera che ci sono pervenuti è definito Theophilus presbyter. Alcuni accenni nel testo fanno pensare a un monaco benedettino. Fu poco conosciuto dopo il Rinascimento; solo dopo il 1774, con la prima edizione a stampa da parte del Lessing, si riaccese l'interesse per il trattato da lui composto: il liber de diversis artibus ("libro sulle varie arti"). Successive ristampe, culminate nell'edizione critica dell'Ilg (1874), mantennero costante l'interesse su questa raccolta, fondamentale per la storia delle tecniche artistiche del Medioevo.
Nonostante l'apparizione, già dal 1781, delle prime traduzioni in lingue moderne, tale opera è stata tradotta e pubblicata integralmente in italiano solo nel 2000 da Adriano Caffaro.

## De diversis artibus
Il ricettario di Teofilo è composto da tre libri, ciascuno con un prologo che costituisce un'introduzione teologica e morale (non tecnico-professionale). Nel prologo generale Teofilo dichiara di aver fatto riferimento alla sua esperienza diretta, in base a quanto egli ha "visto e sentito" (cioè praticato, ma anche trasmesso da altri), infatti dimostra spesso una notevolissima padronanza e competenza nelle materie trattate.
Il primo libro (38 ricette) riguarda la pittura su parete, su tavola e su pergamena (miniatura) e, in particolare, la preparazione di pigmenti, colle, foglia d'oro e inchiostro, compreso l'inchiostro d'oro. Solo scorrendo i titoli delle ricette (per esempio La preparazione dei colori per i corpi nudi o Il colore grigio da applicare agli occhi) si vede come il sapere sia inquadrato verso applicazioni ben precise, con una destinazione dei pigmenti a effetti ben mirati. Per la prima volta viene indicata la pittura a olio ("procedimento lungo e noioso") e la pittura su stagno.
Nel secondo libro (31 ricette) è affrontato il mestiere del vetraio e viene trattata la preparazione delle grandi vetrate colorate tipiche delle cattedrali del tempo. Sono descritte la preparazione della fornace, delle componenti del vetro, la realizzazione di vasi e bottiglie, la terracotta invetriata, i minerali da usare per ottenere particolari colori, i processi di fusione e taglio del vetro, gli interventi di riparazione sugli oggetti vitrei danneggiati, la produzione e il montaggio di vetrate, compresi i listelli di piombo e i rinforzi di ferro.
Il terzo ed ultimo libro (96 ricette) descrive il lavoro del fabbro e dell'orefice. Oltre alle istruzioni per l'allestimento dettagliato di un laboratorio, sono affrontate le tecniche di fusione dei metalli e delle leghe (oro, argento, rame, ferro, ottone, ecc.) e di doratura.
Sono fornite istruzioni sulla costruzione di organi ad aria e campane tramite fusione a cera persa. Negli ultimi capitoli sono infine fornite notizie sull'intaglio dell'avorio e la preparazione di gemme e perle, compresa la foratura.
Teofilo è il primo autore a dedicare una spiegazione degli attrezzi del mestiere e di come costruirli: si tratta anche di un importante passo in avanti nel campo dell'epistemologia, in quanto per la prima volta nel medioevo gli strumenti di lavoro sono concettualmente separati e autonomi dalle mani degli artefici.

### Importanza delDe diversis artibus
Il numero di manuali antichi di tecnica artistica giunti fino ai nostri tempi è immensamente esiguo rispetto alla quantità dei monumenti pervenutici. I procedimenti di realizzazione ci sarebbero quindi sconosciuti senza di essi e questo potrebbe generare difficoltà anche nella comprensione delle opere stesse.
Le prime testimonianze scritte relative alla letteratura tecnica ci sono giunte da tradizione greco-egiziana (il papiro di Leida e di Stoccolma) che sembra avere influenzato profondamente la manualistica latina. Questa fu distrutta completamente per ordine di Diocleziano, turbato dal rischio che gli alchimisti riuscissero veramente a produrre oro mettendo in pericolo le stremate finanze dell'impero romano. Si sono salvati alcuni testimoni indiretti di questa tradizione: il trattato Compositiones ad tingenda ("composizioni per tingere") del manoscritto di Lucca 490 (VIII secolo), l'opera De coloribus et artibus romanorum ("sui colori e le arti dei romani") del IX secolo di un certo Eraclio e la Mappae clavicula.
Quello di Teofilo fu il primo ricettario quasi scevro da elementi iniziatici e magico-chimici, improntato a una chiara esposizione di sapore pratico, concreto ed empirico; sin dalla sua prima diffusione venne considerato come una sorta di enciclopedia delle arti (diremmo oggi di arte e artigianato) cristiane del Medioevo. Alcuni mettono in connessione la chiarezza di Teofilo con quella del contemporaneo Ugo di San Vittore.
Posteriori a Teofilo sono invece l'anonimo De arte illuminandi (sull'arte della miniatura) e il Libro dell'arte di Cennino Cennini.

### Ricette anomale
In tanta praticità dei procedimenti descritti da Teofilo destano una certa sorpresa alcune inaspettate concessioni al mondo della superstizione e della magia, in particolare le ricette che prevedono l'uso di sangue di caprone e quella del cosiddetto "oro spagnolo".

#### Il sangue di caprone
Nel libro terzo la ricetta XX si indicano alcuni metodi per temprare il ferro arroventato o per ammorbidire il cristallo (sinonimo allora di diamante): alcune ricette prevedono l'uso a tali scopi dell'urina di caprone, alimentato per alcuni giorni solo a edera, o dell'urina di un ragazzino dai capelli rossi, o del sangue caldo di caprone.
Questi riferimenti si trovano anche in ricette simili nella Mappae Clavicula e in Eraclio, ma Teofilo si poteva essere avvalso anche di fonti più antiche, come Plinio il Vecchio (Naturalis historia XXXVII, 59) e accenni di Sant'Agostino e Isidoro da Siviglia. Anche Tito Livio riferisce come Annibale ordinasse di bagnare con aceto le pietre delle Alpi affinché fosse più facile aprire un varco: poi attraverso i passaggi e le sostituzioni tipiche della trasmissione orale, si trovano analoghi passi su materiali organici ammorbidenti in tanti altri autori medievali, con riferimento all'aceto stesso, al latte di capra, all'urina fino al sangue di caprone stesso.
Va comunque detto che in Teofilo, oltre alla ricetta per ammorbidire il cristallo con sangue di caprone caldo, ne esiste anche una che consiglia molto semplicemente di arroventare lo scalpello prima di usarlo (II, 17): una dimostrazione quindi la coesistenza di diversi livelli di conoscenza e di influssi della tradizione orale e di quella pratica.

#### De auro hyspanico
Se la credenza del sangue di caprone è talvolta considerata uno scivolone nella realistica applicabilità delle ricette di Teofilo, la ricetta 47 del libro III, su come creare l'"oro spagnolo", è indicata come una sconcertante caduta nel basso folclore, così singolare che alcuni hanno ipotizzato (erroneamente) che si trattasse di un'aggiunta estranea al corpo dell'opera. Intanto l'accezione alla Spagna moresca ha fatto pensare a un'origine alchemica della ricetta, essendo il mondo arabo la fonte nel medioevo della trasmissione del sapere alchemico ellenistico.
Guardando al testo della ricetta si legge come per creare l'oro spagnolo servano del rame rosso, sangue umano, aceto e polvere di basilisco. L'autore quindi si dilunga su come creare il basilisco, secondo un procedimento indicato come opera dei pagani:
(riassunto dalla traduzione di P. Galloni, Il sacro artefice, Laterza, Bari 1998)
Non è possibile dare una spiegazione razionale, secondo la nostra mentalità, a questa ricetta, ma in fondo non è neanche necessario volerla ridurre ai nostri schemi mentali, piuttosto è più interessante valutare quali conoscenze e quale humus culturale avevano portato a rendere plausibile una credenza del genere ai tempi di Teofilo.
Per quanto riguarda il basilisco Teofilo s'inserisce nelle testimonianze che vanno da Plinio il Vecchio, passando per Isidoro da Siviglia, fino ad Alberto Magno, mentre il tema dell'uovo di gallo si trova in Beda. Teofilo tale completamente sulle caratteristiche letali dell'animale, forse sottintendendo come nella buia cella sotterranea lo sguardo venefico del "re dei serpenti" sia inefficace. Il passaggio dell'uovo covato da una rana si trova nella Physica di Hildegarda di Bingen, vissuta nella zona renana, dove in genere viene collocato anche Teofilo.
Le prime segnalazioni circa la leggenda della cenere di basilisco da utilizzare nella sintesi dell'oro da altri metalli invece non trova precedenti e sarà invece ripresa e sviluppata nel secolo successivo da Alberto Magno e da Bartolomeo Anglico.
Ma Teofilo risale a un secolo prima di questi scritti, per cui viene da domandarsi se allora Teofilo conoscesse l'alchimia e se fosse stato il primo in Europa ad aver attinto da fonti alchemiche perdute prima che iniziassero a circolare le prime traduzione di testi alchemici ellenistici tramandati attraverso le fonti arabe. Secondo gli studiosi Halleux e Opsomer Teofilo sarebbe stato in possesso almeno di un frammento di testo alchemico, azzardando un collegamento tra Ruggero di Helmarshausen (cioè Teofilo stesso), Wibaldo di Stavelot, abate di Stavelot in Vallonia dove Teofilo avrebbe soggiornato, e la scuola salernitana, tramite il precedente incarico di Wibaldo quale abate di Montecassino, nel 1137. Presso la scuola medica salernitana si conoscevano almeno due leggende sul basilisco, più o meno contemporanee a Teofilo: la prima di Bernardo Provinciale, che indica l'erba ruta come protezione dal basilisco, la seconda, sempre tramandata da Bernardo, indica come il vescovo Alfano di Salerno avesse ucciso un basilisco con quell'erba e che in seguito tutto ciò che veniva sfregato con la polvere di basilisco si trasformasse in oro. In definitiva la seconda parte della ricetta del De auro hyspanico sarebbe frutto di contatti con l'Italia meridionale tramite Wibaldo.
Il sangue poi nella sintesi alchemica compare invece già dallo pseudo-Avicenna (De anima), mentre in Michele Scoto (Ars alchimiae) si trova l'uso del sangue di ragazzo dai capelli rossi, ma per la preparazione dell'elisir di lunga vita, non dell'oro. I nati con i capelli rossi nel medioevo erano uomini dalla fama sinistra, in quanto si ritenevano frutto di relazioni illecite e concepimenti durante il ciclo mestruale. I capelli rossi erano legati, in molte leggende e tradizioni popolari, ai traditori (come Giuda, Gano di Maganza, Mordred), o altre classi di reietti (ebrei, donne adultere, eretici, lebbrosi); essi inoltre venivano talvolta messi all'indice come persone segnate da uno sfrenato desiderio sessuale che gli avvicinava alle bestie: per esempio nella fiaba dell'L'uomo di ferro dei fratelli Grimm, un selvaggio fabbro dai capelli rossi è il custode delle ricchezze aurifere di un bosco stregato.
L'immagine infine dei rospi che covano uova trova riscontro nel corpus leggendario di questi animali, che lo vedono connesso al fattore materno, in particolare all'utero femminile, come dimostrano alcuni ex voto ritrovati in santuari dell'area germanica e tedesca; nell'iconografia dei sette vizi capitali si incontra anche l'immagine di un rospo che succhia una vagina: per esempio sul portale di epoca romanica della chiesa di Moissac, l'anonimo scultore ha raffigurato una donna accanto al diavolo con i due seni che si prolungano in serpi e con un rospo al posto della vulva. Inoltre in alcune credenze si trova il rospo come velenoso, di conseguenza egli stesso immune ai veleni. La connessione del rospo con le arti magiche è d'altronde ben documentata in numerose aree del mondo: dai funghi-rospo allucinogeni (come l'Amanita mappa o l'Amanita muscaria), al rospo-mago, messo per esempio in relazione alle capacità divinatorie degli aruspici, che proprio dalla radice "rospo" prenderebbero il nome.
In definitiva quindi Teofilo in questa ricetta avrebbe incorporato inconsapevolmente un brano alchemico alla deriva nel sapere europeo medievale, e lo avrebbe collocato in un contesto completamente estraneo all'alchimia, arricchito però da rimandi a una fitta rete di suggestioni del sapere tradizionale si stampo orale.